# درو وایسمن
درو وایسمن (به انگلیسی: Drew Weissman) (زادهٔ ۱۹۵۹) پزشک، پژوهشگر، و استاد اهل ایالات متحده آمریکا است که برای تحقیقاتش در زمینهٔ آران‌ای شناخته می‌شود. فعالیت پژوهشی وی، ساخت واکسن‌های آران‌ای را ممکن کرده‌است. از معروف‌ترین این واکسن‌ها می‌توان به واکسن‌های کووید-۱۹ ساخت شرکت‌های بیوان‌تک-فایزر و مدرنا اشاره کرد. وایسمن و همکارش کاتالین کاریکو، به‌طور مشترک برندهٔ جایزه نوبل فیزیولوژی یا پزشکی سال ۲۰۲۳ شدند.
وی همچنین برندهٔ جوایزی همچون جایزه مرکز پزشکی آلبانی، جایزه بریکترو در علوم زیستی، و جایزه لوئیزا گراس هوروویتس شده‌است.